# چوب‌خزک نوک‌دراز
چوب‌خزک نوک‌دراز (نام علمی: Nasica longirostris) نام یک گونه از خانواده مرغان تنورساز است.